# Холл (остров)

Карта острова Холл.

Холл (англ. Hall Island) — остров штата Аляска в Беринговом море рядом с западным побережьем штата.
Длина острова 9,7 км, площадь 16 км², а его самая высокая точка 490 м. Остров не имеет постоянного населения по переписи 2000 года. Остров является частью Национального морского заповедника Аляски.